# Skit
Uno skit (o scenetta), nell'hip hop, è una forma di sketch parlato che appare all'interno di un album musicale.
Lo skit fu introdotto dai De La Soul e dal loro produttore Prince Paul, che hanno incorporato molti skit nell'album del 1989 3 Feet High and Rising;  un esempio ancora precedente può però essere trovato nell'album The Message dei Grandmaster Flash and the Furious Five.
Lo skit, anche se dominante negli anni Novanta e Duemila, iniziò ad essere gradualmente eliminato negli anni Duemila e Duemiladieci, anche per la popolarità dell'MP3.
Alcuni skit dello stesso artista possono avere un tema che continua. Per esempio, Eminem ha regolari conversazioni con il suo manager Paul Rosenberg o interpreta il personaggio Ken Kaniff. Royce da 5'9" usa gli skit per fornire un background e un contesto al suo storytelling, come in Book of Ryan. La Toya Jackson li usa per mostrare il suo stile di vita stravagante nell'EP Starting Over. Il produttore francese Wax Tailor mescola i beat con spezzoni di film degli anni cinquanta. Altri esempi di skit sono presenti alla fine delle tracce dell'album di Max Pezzali Hanno ucciso l'Uomo Ragno 2012, nelle quali sono presenti dei messaggi recitati in ordine da Clementino, Shablo, Tormento, Bassi Maestro, DJ TY1, Emi lo Zio, Space One, La Pina e Fabri Fibra, chiamati appositamente per i continui auguri al cantante per il ventesimo anniversario del suo primo album ai tempi degli 883.